# Redcar les adorables étoiles (prologue)
Redcar les adorables étoiles (prologue) è il terzo album in studio del cantautore francese Christine and the Queens, pubblicato l'11 novembre 2022 dalla Because Music.

## Accoglienza
| Recensione           | Giudizio |
| -------------------- | -------- |
| AllMusic             |          |
| Clash                | 7/10     |
| Consequence          | 9.1/10   |
| Exclaim!             | 8/10     |
| NME                  |          |
| Pitchfork            | 6.2/10   |
| Rolling Stone        |          |
| The Guardian         |          |
| The Independent      |          |
| The Line of Best Fit | 6/10     |

Redcar les adorables étoiles (prologue) ha ottenuto recensioni generalmente positive da parte della critica specializzata. Su Metacritic, sito che assegna un punteggio normalizzato su 100 in base a critiche selezionate, l'album ha ottenuto un punteggio medio di 71 basato su diciassette recensioni.

## Tracce
Testi di Héloïse Letissier, musiche di Héloïse Letissier, eccetto dove indicato.
1. Ma bien aimée bye bye – 4:31
2. Tu sais ce qu'il me faut – 4:45
3. La chanson du chevalier – 3:36
4. Rien dire – 3:02 (musica: Letissier, Prinzly, Ash Workman, Ponko)
5. La clairefontaine – 3:14
6. Les étoiles – 3:19
7. Mémoire des ailes – 2:37
8. Looking for Love – 3:14
9. My Birdman – 4:20 (musica: Letissier, Francis Teddy Osei, Norman Gimbel, Charles Fox, Michael Tontoh)
10. Combien de temps – 8:30 (musica: Letissier, Claudia De Held)
11. Je te vois enfin – 3:25
12. Angelus – 4:40
13. Les âmes amantes – 3:47

## Classifiche
| Classifica (2022) | Posizione massima |
| ----------------- | ----------------- |
| Belgio (Fiandre)  | 25                |
| Belgio (Vallonia) | 22                |
| Francia           | 36                |
| Regno Unito       | 45                |
| Svizzera          | 36                |